# Dicrostonyx vinogradovi
Dicrostonyx vinogradovi és una espècie de mamífer rosegador de la família dels cricètids. És endèmic de l'illa de Wrangel (Rússia). A l'estiu, els seus hàbitats naturals són els vessants secs i rocosos i les valls fluvials amb vegetació dispersa però abundant, mentre que a l'hivern es concentra als primers llocs que queden coberts per la neu. Es creu que no hi ha cap amenaça significativa per a la supervivència d'aquesta espècie, però el seu petit àmbit de distribució fa que sigui vulnerable.
L'espècie fou anomenada en honor del mastòleg soviètic Borís Vinogràdov.